# Équipe d'Israël masculine de handball
Dernière mise à jour : 30 octobre 2019.
L'équipe d'Israël de handball masculin représente la fédération israélienne de handball lors des compétitions internationales, notamment aux tournois olympiques et aux championnats du monde. Les israéliens n'ont participé qu'à une seule compétition majeure dans leur histoire : l'Euro 2002 et ont terminé à la 14ème place.

## Palmarès
Jeux Olympiques : Aucune participation
Championnats du monde : Aucune participation
Championnat d'Europe : 1 participation (14e en 2002)

## Effectif actuel
Les 16 joueurs sélectionnés pour les éliminatoires du mondial 2021, le 27 octobre 2019 étaient :
| Numéro | Poste | Nom                 | Date de naissance          | Taille | Club actuel          |
| ------ | ----- | ------------------- | -------------------------- | ------ | -------------------- |
| 1      | GB    | Moshe Elimelech     | 15 janvier 1992 (27 ans)   | 1,84 m | Hapoël Rishon LeZion |
| 14     | GB    | Dan Tepper          | 4 mars 1994 (25 ans)       | 1,89 m | JS Cherbourg         |
| 53     | ALG   | Ezra Hamami         | 10 mai 1992 (27 ans)       | 1,83 m | sans club            |
| 83     | ALG   | Gil Pomeranz        | 17 novembre 1991 (27 ans)  | 1,82 m | Ramat Hasharon HC    |
| 7      | ALD   | Amit Yehuda Gal     | 11 août 1992 (27 ans)      | 1,79 m | Ramat Hasharon HC    |
| 18     | ALD   | Tal Hershkowitz     | 12 août 1992 (27 ans)      | 1,85 m | Hapoel Ashdod        |
| 24     | ALD   | Amit Yehiel Stelman | 9 janvier 1993 (26 ans)    | 1,76 m | Hapoël Rishon LeZion |
| 21     | DC    | Eden Gingihasshvili | 18 août 1996 (23 ans)      | 1,84 m | Holon Yuvalim HC     |
| 23     | DC    | Yonatan Dayan       | 6 janvier 2000 (19 ans)    | 1,88 m | Vfl Gummersbach      |
| 11     | ARG   | Niv Levy            | 8 juin 1993 (26 ans)       | 1,86 m | Hapoel Ashdod        |
| 22     | ARG   | Ram Tutkenitz       | 26 septembre 1995 (24 ans) | 1,89 m | Varberg HK           |
| 39     | ARG   | Adir Cohen          | 27 octobre 1998 (21 ans)   | 1,86 m | Pfadi Winterthur     |
| 66     | ARD   | Yoav Lumbroso       | 15 juillet 2000 (19 ans)   | 1,72 m | ThSV Eisenach        |
| 2      | PVT   | Snir Natsia         | 26 août 1999 (20 ans)      | 2,00 m | Hapoël Rishon LeZion |
| 3      | PVT   | Daniel Shkalim      | 17 septembre 1992 (27 ans) | 1,86 m | Ramat Hasharon HC    |
| 29     | PVT   | Yosef Appo          | 1er octobre 1993 (26 ans)  | 1,90 m | Ramat Hasharon HC    |